# Heliofungia actiniformis
Heliofungia actiniformis е вид корал от семейство Fungiidae. Възникнал е преди около 2,59 млн. години по времето на периода неоген. Видът е уязвим и сериозно застрашен от изчезване.

## Разпространение и местообитание
Разпространен е в Австралия, Вануату, Индия, Индонезия, Малайзия, Мианмар, Нова Каледония, Палау, Папуа Нова Гвинея, Провинции в КНР, Сингапур, Соломонови острови, Тайван, Тайланд, Филипини, Шри Ланка и Япония.
Обитава океани, морета и рифове. Среща се на дълбочина от 1 до 15 m, при температура на водата около 11,1 °C и соленост 34,1 – 34,5 ‰.